# Avro Lancaster
Avro Lancaster a fost un bombardier greu utilizat de către Royal Air Force din 1942 până în 1963.